# Södermanlands runinskrifter 69
Södermanlands runinskrifter 69 är ett runstensfragment beläget intill väggen vid Sköldinge kyrka i Sköldinge socken och Katrineholms kommun. Denna runsten är hitflyttad från Valla by.

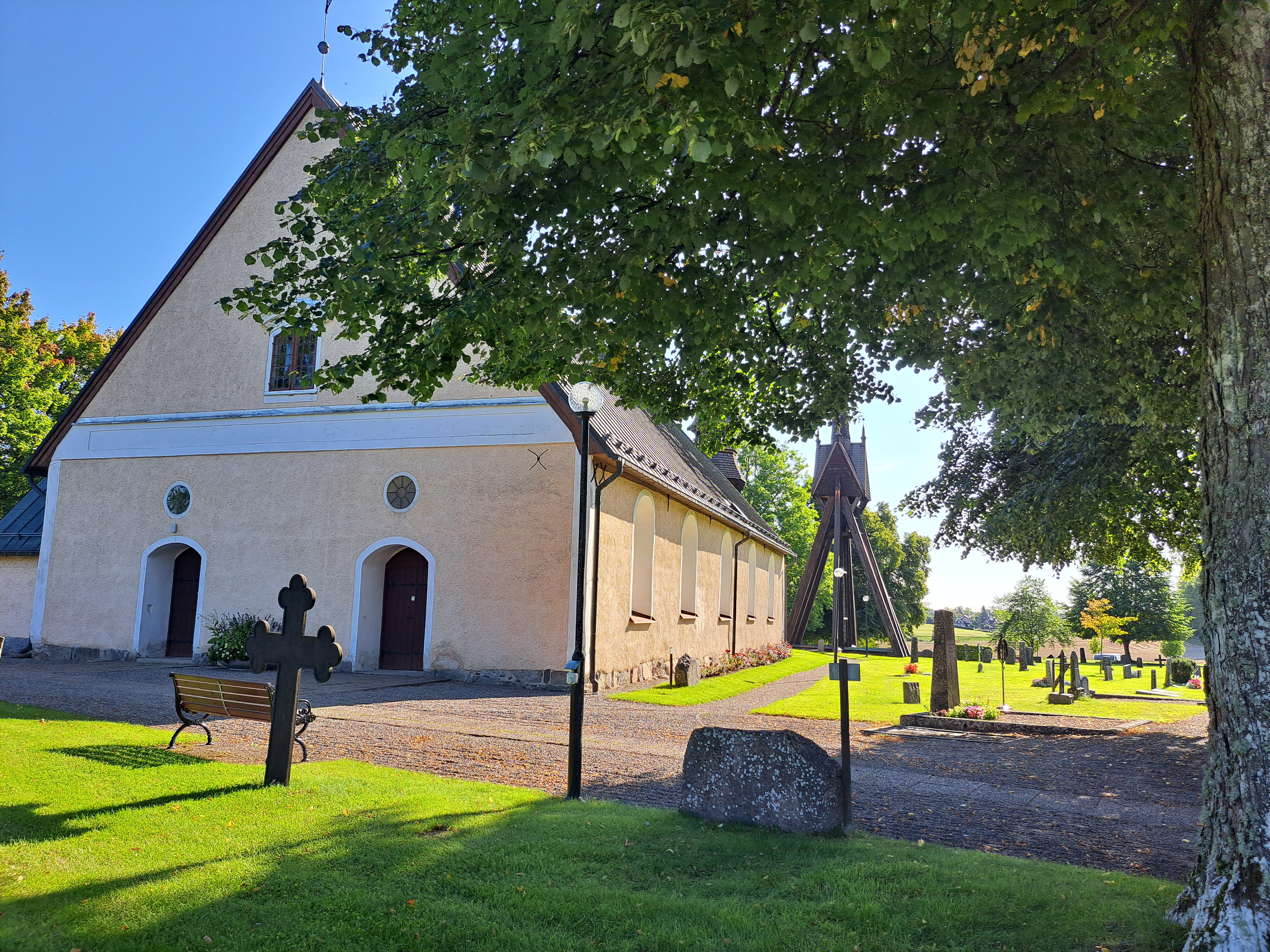
Sköldinge kyrka med U 69 vid kyrkväggen. I förgrunden syns Sö 66.

## Stenen
Runstenen är av gråsten, 80 centimeter hög, 140 centimeter bred och 30 centimeter tjock.
Stenen är känd sedan 1600-talet. Stenen lär ha påträffats vid Valla gästgivaregård. Stenen flyttades enligt kyrkvaktmästare Martin Karlsson omkring år 1930 (1935 enligt informationsskylt på platsen) från Valla Mellangård till Sköldinge kyrka. Valla by låg innan laga skifte på höjden intill Valla skola, där bland annat Vallgården idag finns.

## Inskriften
Translitterering av runraden:
¤ inkialr ¤ a-... ...-fʀ : raistu [sta]-- : þansi : at ¤ kana ¤ [sun kuna ¤]
Normalisering till runsvenska:
Ingialdr o[k] ...[ul]fʀ ræistu stæ[in] þannsi at Kana, sun Gunna.
Översättning till nusvenska:
Ingjold och -ulv reste denna sten efter Kane, son till Gunne